# 29624 Sugiyama
29624 Sugiyama (1998 TA) là một tiểu hành tinh vành đai chính được phát hiện ngày 2 tháng 10 năm 1998 bởi M. Akiyama ở Mishima.